# Darryl DeLoach
Darryl DeLoach, rodným jménem Darryl James DeLoach (12. září 1947, Santa Barbara, Kalifornie – 3. října 2002, San Diego, Kalifornie) byl americký rockový zpěvák a textař. V roce 1966 se stal členem skupiny Iron Butterfly, se kterou nahrál její první studiové album Heavy; DeLoach ze skupiny odešel ještě před vydáním alba. Později vystupoval se skupinou nazvanou Two Guitars, Piano, Drum and Darryl, kde vedle něj hráli ještě Craig Tarwater, Ron Woods, Don MacAllister a John Day.
Darryl Deloach zemřel v domě své matky v San Diegu v roce 2002 po dlouhém boji s rakovinou jater.

## Diskografie

### Iron Butterfly
- Heavy (1968)
- Evolution: The Best of Iron Butterfly (1970)
- Star Collection (1973)
- Rare Flight (1988)
- Light & Heavy: The Best of Iron Butterfly (1993)

### Two Guitars, Piano, Drum and Darryl
- „He's My Best Friend“ / „Spaceman Blues“ (1968)

### Sólová alba
- Through the Hands of Time (2001) − na albu se podílel Doug Ingle, Jr., syn Douga Ingleho z Iron Butterfly